# Architecture de l'Écosse à l'époque romaine

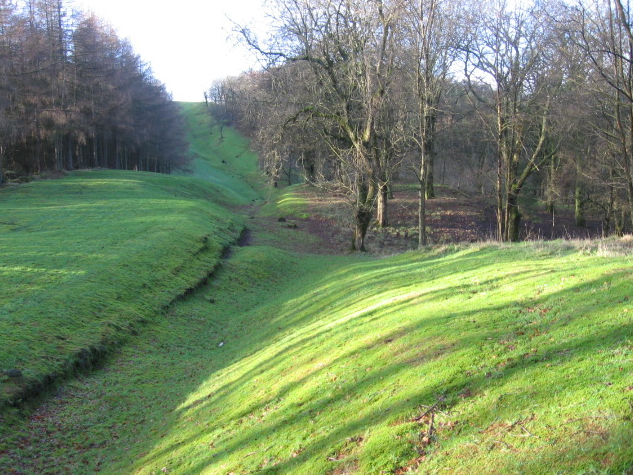
Le tracé du mur d'Antonin à Bar Hill, la plus imposante réalisation romaine sur le territoire actuel de l'Écosse.

L' architecture de l'Écosse à l'époque romaine englobe tous les édifices situés à l'intérieur des frontières modernes de l'Écosse, depuis l'arrivée des Romains en Grande-Bretagne septentrionale au premier siècle avant J.-C. jusqu'à leur retrait au cinquième siècle de notre ère. Ptolémée a signalé l'existence de 19 « villes » en Calédonie, au nord de la province romaine de Britannia. Cependant, aucune preuve tangible de peuplements urbains n'a été mise au jour, suggérant qu'il s'agissait probablement de forts situés sur des collines. Plus de 1 000 de ces forts ont été recensés, majoritairement au sud de la ligne Clyde-Forth, mais la plupart semblent avoir été abandonnés pendant la période romaine. On trouve également des traces de maisons rondes en pierre spécifiques, appelées wheelhouses, ainsi que de petits souterrains. 
À partir d'environ 71 de notre ère, les Romains ont commencé des expéditions militaires dans ce qui est aujourd'hui l'Écosse, construisant des forts, comme celui de Trimontium, et poussant probablement vers le nord jusqu'à la rivière Tay où ils ont créé d'autres fortifications, comme celles d'Inchtuthil. Ces dernières ont rapidement été abandonnées, et les Romains se sont contentés d'occuper les Southern Uplands à la fin du premier siècle, au sud d'une ligne tracée entre Tyne et Solway Firth. Cela a entraîné la construction de nouvelles fortifications et de l'édification du mur d'Hadrien à travers ce qui est aujourd'hui le nord de l'Angleterre. Vers 141 de notre ère, ils sont remontés pour construire un nouveau limes, un mur recouvert de gazon fait de tourbe, connu sous le nom de mur d'Antonin, la plus grande structure romaine de l'Écosse moderne. Ils se sont rapidement repliés sur le mur d'Hadrien, avec des expéditions occasionnelles qui ont impliqué la construction et la réoccupation de forts, jusqu'à l'effondrement du pouvoir romain au début du Ve siècle. 

## Calédonie

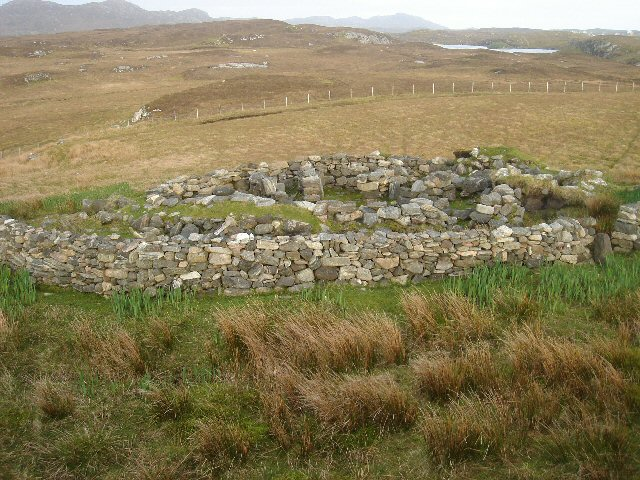
Wheelhouse sur Grimsay

La Calédonie était le nom que les Romains donnaient aux terres au nord de leur province de Britannia. Dans sa Géographie, Ptolémée, s'appuyant peut-être sur des sources antérieures ainsi que sur des récits contemporains de l'invasion par Agricola, a identifié 19 « villes » en Calédonie. Aucune preuve archéologique de véritables établissements urbains n'a été trouvée pour cette période, et ces noms pourraient indiquer des forts de colline, des marchés temporaires ou des lieux de rassemblement. La plupart des noms demeurent obscurs : Devana pourrait être l'actuel Banchory, tandis qu'Alauna, signifiant « le rocher », serait sans doute le site du château de Dumbarton. Un autre lieu nommé Alauna pourrait correspondre au château d'Édimbourg dans les Lowlands. Quant à Lindon, il s'agirait probablement de Balloch au bord du Loch Lomond. En Écosse, on compte des preuves d'environ 1 000 Hillforts ou Collines fortifiées de l'âge du fer, surtout situées en dessous de la ligne Clyde-Forth. La plupart sont circulaires, avec une seule palissade entourant une enceinte. Cependant, ils semblent avoir été en grande partie abandonnés à l'époque romaine. Il existe également de nombreux forts vitrifiés, dont les murs ont été soumis au feu. Bien qu'une chronologie précise n'ait pas encore été établie, des études approfondies de ce type de fort à Finavon Hill, près de Forfar dans l'Angus, suggèrent des dates de destruction soit dans les deux derniers siècles avant notre ère, soit au milieu du premier millénaire de notre ère. Beaucoup de ces forts ont été réoccupés après le départ des Romains. 
Au-delà de la zone d'occupation romaine, dans l'ouest et le nord, plus de 60 sites de maisons à roue ont été identifiés. Peut-être une évolution des anciennes maisons rondes atlantiques, celles-ci présentent un mur extérieur caractéristique entourant un cercle de piliers de pierre (ressemblant aux rayons d'une roue). Plus de 400 souterrains, de petites constructions souterraines, ont été découverts en Écosse, dont beaucoup dans le sud-est. Bien que peu aient été datés, ceux qui l'ont été suggèrent une date de construction au IIe ou IIIe siècle de notre ère. Ils se trouvent généralement à proximité de colonies (dont les charpentes en bois sont beaucoup moins bien conservées) et auraient pu servir à stocker des produits agricoles périssables. 

## Constructions romaines anciennes

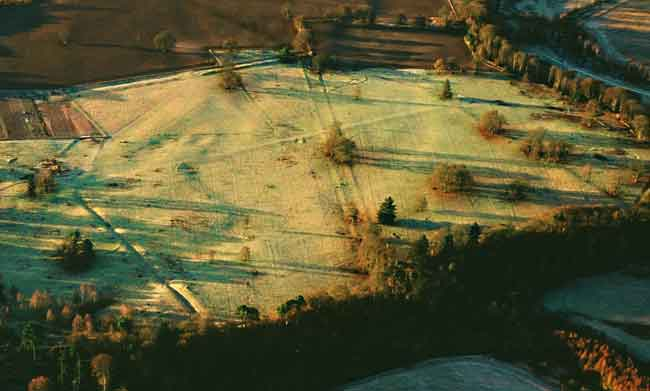
Le site de la forteresse à Inchtuthil

Les expéditions militaires romaines en ce qui est aujourd'hui l'Écosse ont débuté vers 71 ap. J.-C. En 78 ap. J.-C., Gnaeus Julius Agricola arrive en Grande-Bretagne en tant que nouveau gouverneur et lance une série d'incursions majeures. Deux ans plus tard, ses légions construisent un fort conséquent à Trimontium près de Melrose. On dit qu'il a poussé ses armées jusqu'à l'estuaire du "fleuve Taus" (généralement considéré comme étant le fleuve Tay) et y a établi des forts, y compris une forteresse légionnaire à Inchtuthil. Après sa victoire sur les tribus du nord à Mons Graupius en 84 ap. J.-C., une série de forts et de tours sont établis le long de la crête de Gask, marquant la frontière entre les zones des Lowlands et des Highlands, formant probablement la première frontière romaine ou "limes" en Écosse. 
Les successeurs d'Agricola se sont révélés incapables ou peu enclins à soumettre davantage l'extrême nord. La forteresse d'Inchtuthil a été démantelée avant son achèvement, et les autres fortifications de la crête de Gask ont été abandonnées en quelques années. D'ici 87 ap. J.-C., l'occupation se limitait aux Southern Uplands, et à la fin du premier siècle, la limite nord de l'expansion romaine était une ligne tracée entre le Tyne et le Solway Firth. Le fort d'Elginhaugh, dans le Midlothian, date de cette période, tout comme peut-être le château Greg dans le West Lothian. Les Romains se sont finalement retirés sur une ligne située dans ce qui est aujourd'hui le nord de l'Angleterre, construisant la fortification connue sous le nom de mur d'Hadrien d'un océan à l'autre. 

## Le mur d'Antonin et les invasions ultérieures

Les emplacements du mur d' Hadrien et du mur d'Antonin

Aux alentours de 141 ap. J.-C., les Romains entreprennent une réoccupation du sud de l'Écosse et montent pour construire un nouveau limes entre le Firth of Forth et le Firth of Clyde. Le mur d'Antonin qui en résulte est la plus grande construction romaine en Écosse. C'est un mur couvert de gazon fait de tourbe, d'environ 6 mètres de haut, avec dix-neuf forts et s'étendant sur 60 km,. Les fondations en pierre et les murs d'aile des forts originaux montrent que l'intention était de construire un mur en pierre similaire au mur d'Hadrien, mais cela a rapidement été modifié. Il y a un large fossé du côté nord et une voie militaire du côté sud. Les Romains avaient initialement prévu de construire des forts tous les 10 km, mais cela a été rapidement révisé à tous les 3 km. L'un des forts les mieux conservés, mais aussi l'un des plus petits, est le fort de Rough Castle. En plus des forts, il y a au moins neuf fortins plus petits, probablement espacés d'un mille romain, qui faisaient partie du plan original, certains ayant par la suite été remplacés par des forts. Le fortin le plus visible est Kinneil, à l'extrémité est du mur, près de Bo'ness. Ayant pris douze ans à construire, le mur a été envahi et abandonné peu de temps après 160 ap. J.-C.,. Les Romains se sont repliés sur la ligne du mur d'Hadrien. 
Les troupes romaines ont pénétré profondément dans le nord de l'Écosse moderne plusieurs fois, avec au moins quatre grandes campagnes. Le mur d'Antonin a été occupé à nouveau pour une brève période après 197 ap. J.-C.. L'invasion la plus notable a eu lieu en 209 lorsque l'empereur Septime Sévère a mené une grande campagne. Une série de forts a été construite dans le nord-est (certains d'entre eux ayant peut-être été commencés lors de la précédente campagne antoninienne). Ceux-ci incluent des camps associés à l'Elsick Mounth, tels que Normandykes, Ythan Wells, Deers Den et Glenmailen. Seuls deux forts en Écosse, à Cramond et à Carpow (dans la vallée du Tay), sont définitivement connus pour avoir été occupés de manière permanente lors de cette incursion. Il existe des preuves que ces campagnes coïncident avec la destruction et l'abandon en gros des souterrains dans le sud de l'Écosse. Cela pourrait être dû soit à l'agression militaire romaine, soit à l'effondrement des marchés céréaliers locaux à la suite du retrait romain. Après la mort de Sévère en 210, les Romains se sont retirés derrière le mur d'Hadrien, qui resterait la frontière jusqu'à l'effondrement de l'autorité romaine en Grande-Bretagne au Ve siècle. 